# Kropp
Kropp (duń. Krop) – miejscowość i gmina w Niemczech w kraju związkowym Szlezwik-Holsztyn, w powiecie Schleswig-Flensburg, siedziba urzędu Kropp-Stapelholm.